# Trachemys scripta elegans
La tartaruga dalle orecchie rosse (Trachemys scripta elegans (Wied-Neuwied, 1839)) è una testuggine appartenente alla famiglia degli emididi. È una sottospecie della tartaruga palustre americana.
Deve il nome comune orecchie rosse alle due striature di colore rosso acceso presenti ai lati della testa.
È una tartaruga d'acqua dolce diurna che in cattività può vivere in media fino a 35 anni se tenuta in condizioni ottimali, mentre allo stato brado supera con difficoltà i 25-30 anni.

## Distribuzione e habitat
Originaria del centro e del sud degli Stati Uniti (valle del Mississippi), dall'Illinois al Golfo del Messico. È stata introdotta nel resto del continente americano e in Europa, Asia e Australia. I suoi habitat preferiti sono i laghi, gli stagni e i fiumi dal corso d'acqua lento e fangoso con abbondanza di piante acquatiche. D'estate al prosciugarsi delle pozze d'acqua scava delle buche nel fango o si ripara nei boschi o nell'erba alta.
Può resistere anche a climi "freddi" purché la temperatura dell'acqua in cui è immersa non scenda sotto i 3 gradi centigradi in inverno ed arrivi ad almeno 24 gradi d'estate.

## Descrizione
La caratteristica principale di questa sottospecie è la macchia di color rosso acceso che si trova poco al di sopra della membrana timpanica.
Il carapace cambia colore a seconda dell'età: quando l'individuo è più giovane il colore è verde acceso, poi con il passare del tempo si scurisce fino ad arrivare al marrone scuro e, nei maschi, perfino a nero, perdendo oltretutto i motivi striati tipici della sottospecie.
Il piastrone degli esemplari giovani è giallo, con delle macchie tonde su ogni scuto, caratterizzate da cerchi concentrici di colore giallo, verde e nero. Queste macchie diventano nere negli esemplari adulti, e nei maschi si accrescono, unendosi tra loro e rendendo il piastrone quasi totalmente nero.
Le macchie presenti sul piastrone sono caratteristiche di ogni individuo, e ne possono permettere il riconoscimento.
Il riconoscimento del sesso avviene attraverso l'individuazione dei caratteri sessuali secondari.
La coda del maschio è lunga, robusta e grossa alla base, unghie molto sviluppate piastrone leggermente concavo e carapace appiattito. La femmina ha coda e unghie corte e carapace bombato.
Presentano da adulte diverse lunghezze del carapace, si va infatti dai 13 cm per i maschi a 28 cm per le femmine.

## Comportamento
Amano stare fuori dall'acqua sotto i raggi del sole, per tuffarsi in acqua al manifestarsi di qualche pericolo.

## Riproduzione
I maschi durante il periodo di corteggiamento adottano un rituale particolare vibrando le zampe anteriori innanzi al muso delle femmine. Il periodo degli accoppiamenti comprende tutto il periodo estivo, inoltre le femmine sono in grado di “conservare” lo sperma del maschio per utilizzarlo in successive covate.
Le femmine depongono da due a trenta uova ellissoidali (grandi 2,7-4,7 x 1,6-3,7 cm) da una a sei volte l'anno, da aprile a luglio, in buche profonde 2–10 cm e larghe 10–20 cm. Le uova si schiudono dopo 100-120 giorni. Le temperature di incubazione portano, se sotto i 27 °C, alla nascita di soli maschi, mentre temperature medie di 31 °C portano alla nascita di sole femmine.
L'incubazione varia dai 100 ai 120 giorni durante i quali la tartaruga si svilupperà. Alcuni esemplari richiedono un più lungo periodo di incubazione in quanto prematuri.
Alla nascita il carapace dei giovani esemplari è lungo intorno ai 3 cm ed è, rispetto agli adulti, più arcuato e con colorazione più brillante. Sotto alla pancia al momento della nascita sarà presente il sacco vitellino che nel giro di qualche ora o giorno verrà riassorbito lasciando la tartaruga con un piastrone finalmente assemblato.

## Allevamento in cattività
Le tartarughe del genere Trachemys sono onnivore. Sono animali particolarmente voraci, quindi se tenute in cattività devono essere supervisionate per quanto riguarda la quantità del cibo.
I giovani esemplari, di età inferiore ai tre anni, sono prevalentemente carnivori e si nutrono di piccoli invertebrati e vertebrati. Il cibo a base proteica migliore da dare alle tartarughe Trachemys è il pesce di lago o fiume fresco. Da piccole è giusto che mangino una volta al giorno e la quantità deve essere equivalente alla testa della tartaruga. 
Con l'avanzare dell'età la dieta deve variare e al pesce si aggiungeranno i vegetali. Una volta adulte è giusto che mangino in media ogni 2-3 giorni.
In natura queste tartarughe prediligono piante acquatiche, ma in assenza di queste gli allevatori potranno dare foglie di tarassaco, cicoria, radicchio, basilico, zucchina, carota, piselli, fave. Sarebbe meglio evitare l'insalata, eccetto la lattuga romana, in quanto può dare qualche problema durante la digestione.
È invece obbligatorio, per i primi anni di vita e nell'uscita dal letargo, la presenza di un osso di seppia nella vasca. Gli ossi di seppia sono reperibili dal pescivendolo o nei negozi di animali in quanto vengono venduti per gli uccelli in gabbia. È necessario poiché fornisce il calcio per far crescere nel modo corretto il guscio della piccola Trachemys.
In commercio vengono trovati facilmente dei mangimi in pellet che contengono sali minerali e vitamine. Vanno integrati nella dieta delle tartarughe come degli snack.
Sul mercato sono molto diffusi i gamberetti secchi "gammarus" che vengono usati da molti allevatori inesperti come mangime principale per le Trachemys ma in realtà questo mangime è assolutamente sconsigliato in quanto è solo l'esoscheletro del gamberetto, privo di vitamine e ad alto contenuto proteico. I gamberetti secchi possono essere usati come snack ma vanno somministrati raramente e non devono sostituire un pasto.
Una cattiva alimentazione è alla base della maggior parte delle morti di questi animali.
Le giovani tartarughe possono essere ospitate in un acquaterrario piuttosto ampio, munito di una cospicua area asciutta. Questo deve essere dotato di un termoriscaldatore e di una fonte di luce a raggi ultravioletti A e B in caso di mancanza di luce solare diretta.
Le temperature ottimali vanno dai 15 ai 28 °C con una lieve escursione termica giornaliera di circa 5-6 °C; l'umidità dovrebbe aggirarsi attorno al 50-60%. Quando le loro dimensioni cominciano a superare la decina di centimetri di carapace in lunghezza, andrebbero alloggiate all'aperto (in un apposito laghetto oppure in grandi vasche poste all'esterno) per tutto l'anno, eccezione fatta per le aree montane dove si consiglia il ricovero invernale in un locale non riscaldato.
Se non fosse possibile ospitare le tartarughe adulte all'aperto, si consiglia di tenerle tutto l'anno in un acquaterrario 100x50x50 (1 esemplare) o 120x60x60 (2 esemplari) a seconda della grandezza che hanno. Per individui adulti la capienza dell'acquaterrario o del laghetto sarebbe meglio che non scendesse sotto i 500 litri.
Risentono molto dello stress per cui è meglio non stuzzicarle troppo.
Per quanto riguarda la riproduzione in cattività, la terra in cui vengono deposte le uova deve essere leggermente umida, altrimenti gli embrioni rischieranno la disidratazione. Le uova non vanno toccate o spostate. Se l'uovo assume un colore nero, marrone o comincia ad emettere cattivo odore, può essere scartato poiché non più fertile.
La tartaruga non deve essere aiutata ad uscire dall'uovo in quanto il sacco vitellino potrebbe essere ancora aderente alle pareti e questo potrebbe provocare la morte dell'animale.

## Eco-etologia in Italia
La specie è stata inserita nell'elenco delle 100 tra le specie esotiche invasive più dannose al mondo.
Questa specie viene comunemente ritenuta una temibile predatrice di anfibi, pesci e uccelli acquatici e concausa della diminuzione degli esemplari dell'autoctona Emys orbicularis.
Tale luogo comune è in contrasto con innumerevoli studi italiani ed europei evidenziano che la specie nei primi anni di vita è prevalentemente insettivora e da adulta è prettamente vegetariana ed opportunistica, con scarse capacità predatorie, al contrario della prettamente carnivora E. orbicularis, inoltre non sono stati evidenziati casi di predazione alla piccola fauna simpatrica, pesci e pulli di ralli, di anatidi.
Si stima che in Italia giungano circa 900.000 testuggini l'anno e l'abnorme diffusione degli esemplari, negli specchi, corsi d'acqua, finanche nelle fontane e laghi dei parchi pubblici è dovuta esclusivamente al continuo rilascio di esemplari adulti o subadulti capaci di superare con una fase di letargo i rigori invernali, cosa non possibile per i giovani esemplari. 
Nelle varie zone climatiche italiane è stato osservato che le deposizioni di uova raramente portano alla schiusa e che gli esemplari sopravvivono solo in condizioni di semilibertà in ambienti lacustri protetti e nelle zone meridionali con inverni meno rigidi.
La T. scripta elegans è soggetta a tutti i fattori antropici negativi a cui è soggetta la E. orbicularis e la sua massiccia presenza è dovuta solo al continuo costante rilascio di svariate decine di migliaia di esemplari adulti e subadulti ben alimentati nella fase di allevamento domestico, cosa che fa superare la fase di riduzione naturale per predazione a cui sono sottoposti i giovani esemplari selvatici.
Analizzando tutti questi fattori è stato ipotizzato che senza questi continui rilasci questa specie sarebbe destinata a scomparire in alcune decine di anni per la sua scarsa capacità di riprodursi e la presenza di numerosi predatori per gli esemplari neonati nei nostri ecosistemi; e quindi sia da ritenere sì alloctona ma non specie acclimatata.

## Galleria d'immagini

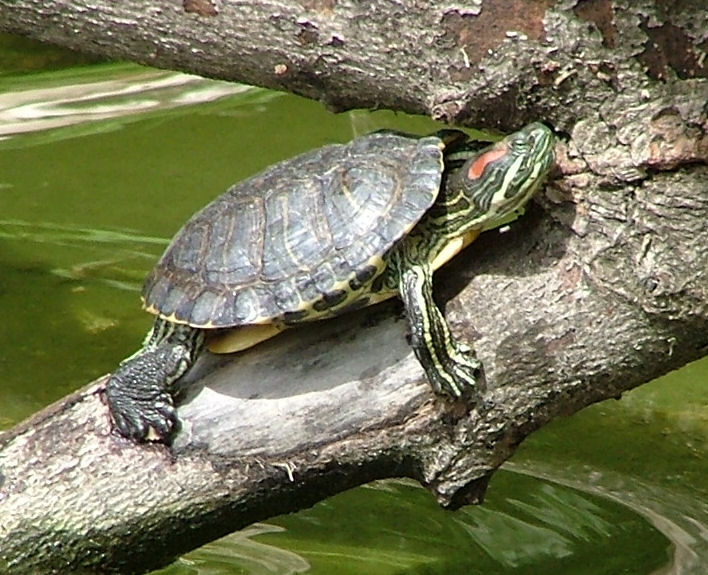
Trachemys scripta elegans adulta vista di lato.
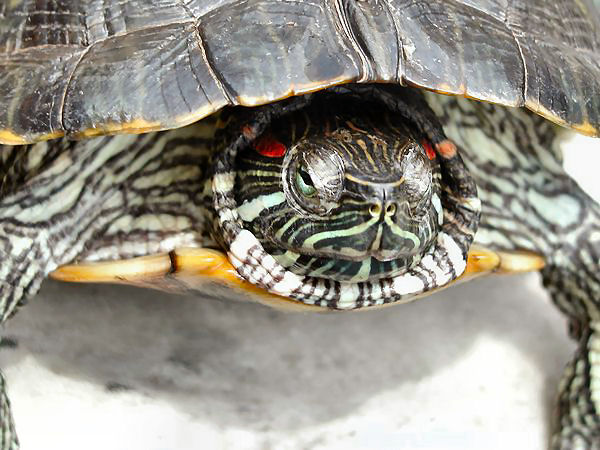
Testa di Trachemys scripta elegans.
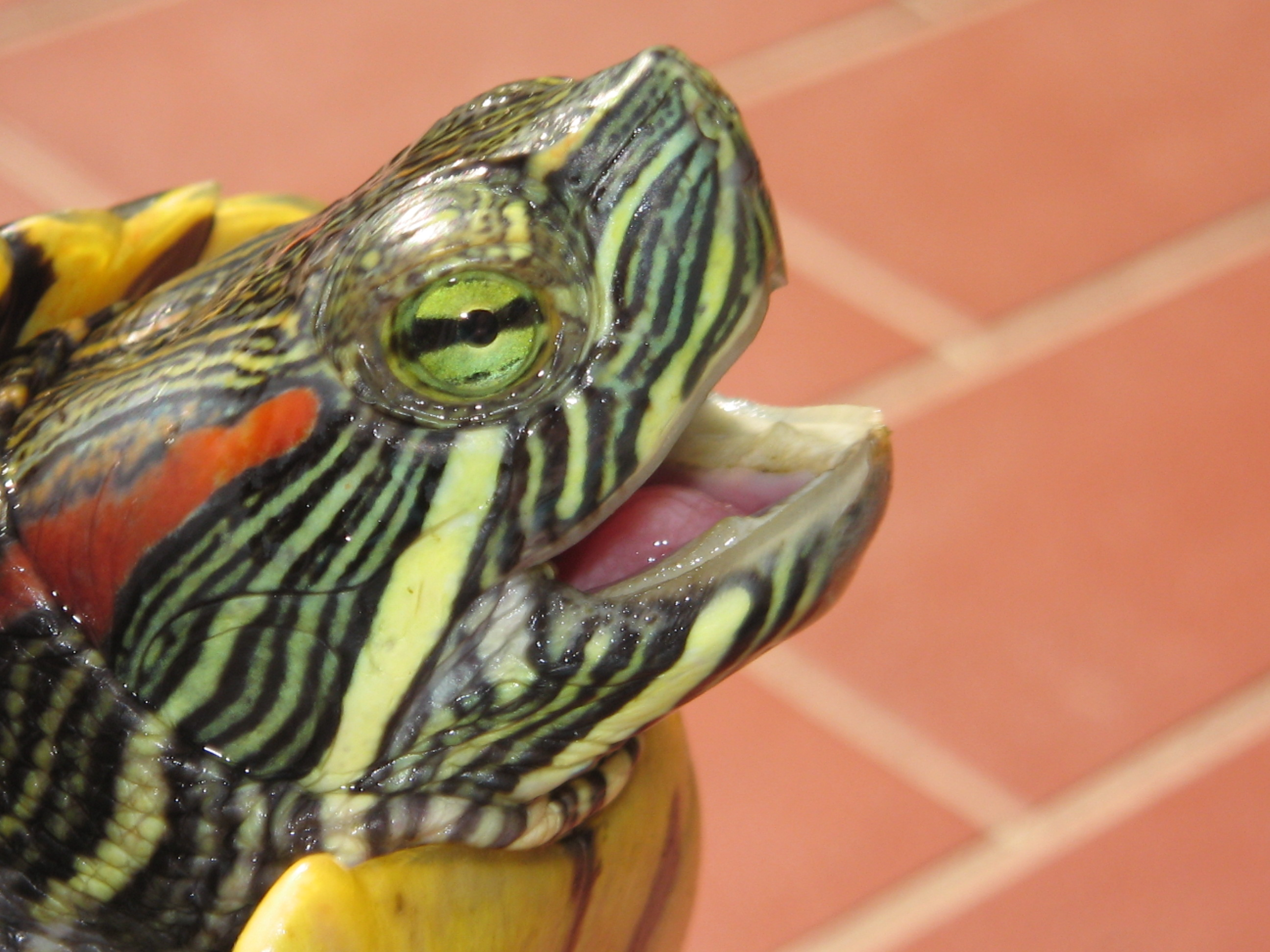
Particolari di Trachemys scripta elegans.